# Nalomate River
Nalomate River är ett vattendrag i Fiji.   Det ligger i divisionen Norra divisionen, i den nordöstra delen av landet, 150 km norr om huvudstaden Suva.